# Brothers Union
Brothers Union (bengalisch ব্রাদার্স ইউনিয়ন) ist ein Fußballverein aus Dhaka, Bangladesch. Aktuell spielt der Verein in der zweithöchsten Liga des Landes, der Bangladesh Championship League.
Größter nationaler Erfolg des Vereins war der Gewinn der Meisterschaft 2004.

## Vereinserfolge

### National
- Bangladesh Premier League

Meister 2004
Vizemeister 1978, 1985
- Federation Cup

Gewinner: 1980, 1991, 2005
Finalist: 1985, 1986

## Stadion

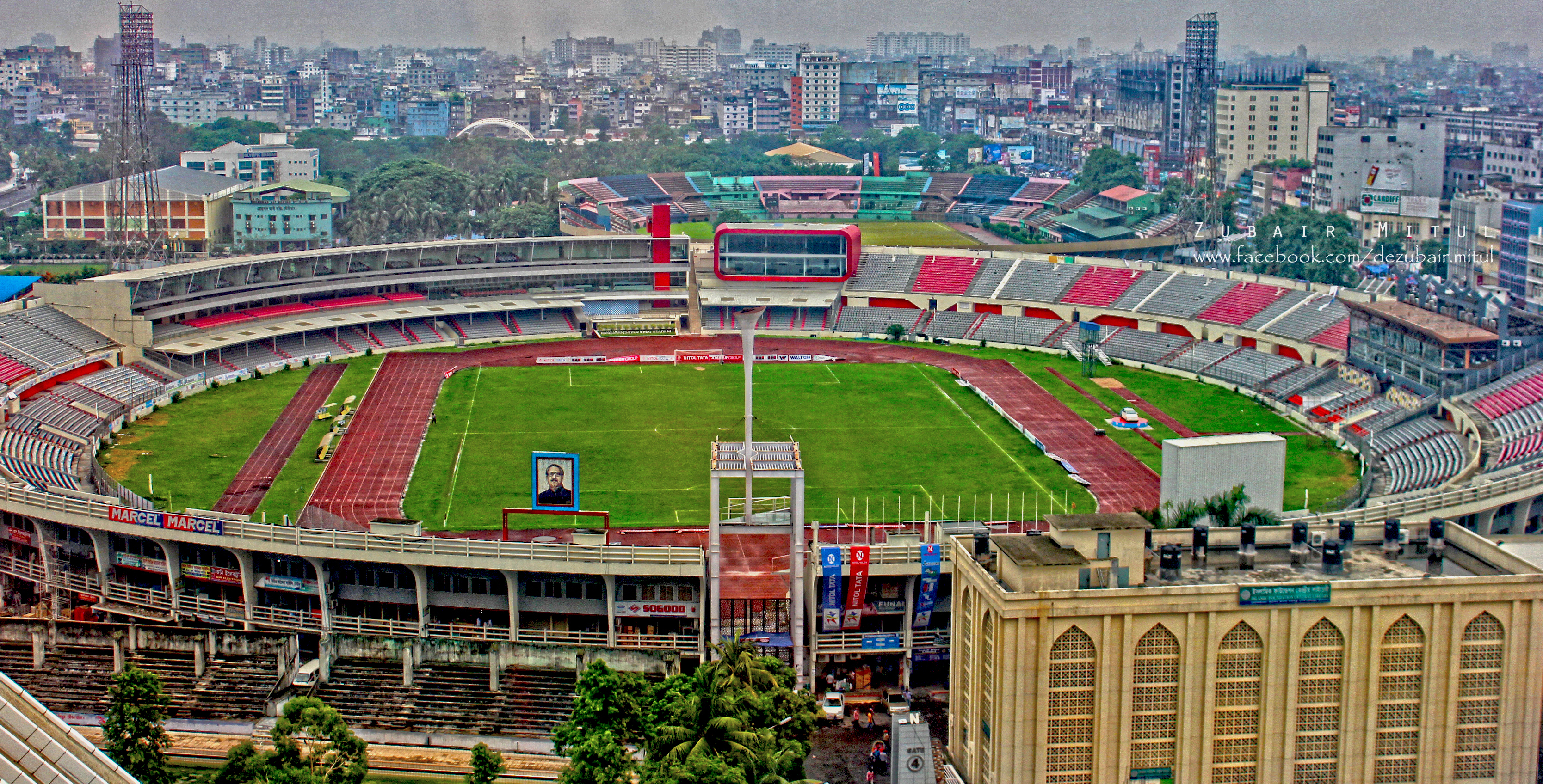
National Stadium in Dhaka

Seine Heimspiele trägt der Verein im National Stadium in Dhaka aus. Das Stadion hat ein Fassungsvermögen von 36.000 Personen.

## Spieler
Stand: 11. Januar 2022
| Nr. |             | Position | Name                 |
| --- | ----------- | -------- | -------------------- |
| 1   | Bangladesch | TW       | Titumir Chowdhury    |
| 2   | Bangladesch | AB       | Krishna Pada Biswas  |
| 3   | Bangladesch | AB       | Prakas Das           |
| 4   | Bangladesch | AB       | Uttam Chandra Roy    |
| 6   | Bangladesch | AB       | Arup Kumar Baidya    |
| 7   | Bangladesch | MF       | Shofiqul Islam Shafi |
| 9   | Bangladesch | MF       | Jamal Hossain        |
| 11  | Bangladesch | ST       | Ariful Islam Santo   |
| 12  | Bangladesch | MF       | Mohammad Sujon       |
| 13  | Bangladesch | AB       | Mokarram Hossain     |
| 16  | Bangladesch | MF       | Sabuj Kumar Biswas   |
| 22  | Bangladesch | TW       | Mohidduin Ranu       |
| 25  | Bangladesch | TW       | Jafor Sardar         |
| 27  | Bangladesch | ST       | SM Ahsanur Rahman    |

| Nr. |             | Position | Name                    |
| --- | ----------- | -------- | ----------------------- |
| 28  | Bangladesch | AB       | Munna Mia               |
| 29  | Bangladesch | AB       | Ebrahim Hossain Rana    |
| 32  | Bangladesch | MF       | Samir Rocky             |
| 33  | Bangladesch | TW       | Ragib Al-Anzum          |
| 42  | Bangladesch | MF       | Atiqur Rahman Meshu     |
| 45  | Bangladesch | TW       | Sujon Chowdhury         |
| 50  | Bangladesch | AB       | Ariful Islam            |
| 70  | Gambia      | ST       | Mamadou Bah             |
| 80  | Nigeria     | MF       | Magalan Ugochukwu Awala |
| 85  | Nigeria     | AB       | Cyril Oriaku            |
| 90  | Bangladesch | ST       | Jahid Ameli             |
| 99  | Schweden    | ST       | Joseph Rahman           |
|     | Uganda      | MF       | James Odoch             |

## Trainerchronik
Stand: 11. Januar 2022
| Trainer              | Nation           | von               | bis               |
| -------------------- | ---------------- | ----------------- | ----------------- |
| Syed Nayeemuddin     | Indien           | 1. Juli 2006      | 30. Juni 2017     |
| Syed Nayeemuddin     | Indien           | 18. November 2011 | 31. Mai 2016      |
| Oladipupo Babalola   | Nigeria          | 1. Juli 2012      | 30. Juni 2015     |
| Bal Gopal Maharjan   | Nepal            | 1. Juni 2016      | 20. August 2016   |
| Syed Nayeemuddin     | Indien           | 3. September 2016 | 31. Dezember 2016 |
| Subrata Bhattacharya | Indien           | 11. Mai 2017      | 10. Juni 20147    |
| Giovanni Scanu       | Italien          | 12. Juli 2017     | 5. August 2017    |
| Nikola Vitorovic     | Serbien Zypern   | 19. August 2017   | 31. März 2018     |
| Gregory Farfan       | Peru             | 1. Oktober 2018   | 14. November 2018 |
| Syed Nayeemuddin     | Indien           | 15. November 2018 | 30. April 2019    |
| Mohidur Rahman       | Bangladesch      | 1. Mai 2019       | 28. Dezember 2019 |
| Reza Parkas          | Deutschland Iran | 31. Dezember 2019 | 27. Dezember 2020 |
| Abdul Kayum Sentu    | Bangladesch      | 28. Dezember 2020 | 18. Februar 2021  |
| Reza Parkas          | Deutschland Iran | 1. März 2021      | 31. Dezember 2021 |

## Erläuterungen / Einzelnachweise
1. ↑  rsssf.org: Liste der Meister
2. ↑  bffonline.com:  Liste der Pokalsieger (Memento vom 17. September 2011 im Internet Archive)
3. ↑  Aktueller Kader Brothers Union. In: transfermarkt.de (deutsch). Abgerufen am 11. Januar 2022.
4. ↑  Trainerchronik Brothers Union. In: transfermarkt.de (deutsch). Abgerufen am 11. Januar 2022.